# کولپوسکوپی
کولپوسکوپی (به انگلیسی: colposcopy) یک روش تشخیصی پزشکی برای بررسی یک دید و مقیاس روشن از دهانهٔ رحم و بافت‌های واژن و اندام تناسلی زنان است. بسیاری از ضایعات ضعیف و ضایعات بدخیم در این مناطق ویژگی‌های قابل تشخیصی دارند که می‌توانند از طریق معاینه تشخیص داده شوند. این کار با استفاده از کولپوسکوپ انجام می‌شود که دید وسیع و کاملی را از نواحی داخلی اندام تناسلی زنان فراهم می‌کند و اجازه می‌دهد تا کولپوسکوپیست با مشاهدهٔ دقیق از عادی بودن بافت ظاهری یا غیرطبیعی آن و نتایج بافت‌برداری و بیوپسی‌های آزمایشگاهی برای بررسی معاینهٔ پاتولوژیک مطمئن شود.
هدف اصلی از کولپوسکوپی، جلوگیری از سرطان سرویکس یا دهانهٔ رحم با تشخیص ضایعات پیش‌سرطانی زودرس و درمان آن‌هاست. این روش توسط دکتر هانس هینسلمن و با کمک ادوارد وریث طراحی و کشف شده‌است. توسعه و پیشرفت کولپوسکوپی به دلیل آزمایش‌های مربوط به زندانیان یهودی از آشویتس بود. همچنین، کولپوسکوپ‌های تخصصی مجهز به دوربین برای بررسی و جمع‌آوری شواهدی برای قربانیان تجاوز جنسی استفاده می‌شود.

## تست کولپوسکوپ
وقتی یک زن برخی نشانه‌ها و علائم سرطان سرویکس یا سرطان گردن رحم را داشته باشد یا در تست پاپ اسمیر او سلول‌های غیرطبیعی مشاهده شود، تست کولپوسکوپ برای تشخیص دقیق انجام می‌شود. کولپوسکوپ یک وسیلهٔ پزشکی با لنزهایی است که قدرت بزرگ‌کننده دارد و برای مشاهدهٔ دهانهٔ سرویکس و بافت اطراف آن به کار می‌رود. این آزمایش بدون درد و عوارض است.
برای انجام کولپوسکوپی باید در حالتی مثل انجام معاینه لگن قرار بگیرید که پاها و باسن در پایین باشد. سپس یک اسپکولوم درون واژن قرار می‌گیرد و بعد پزشک با وارد کردن محلول‌هایی بررسی لازم را انجام می‌دهد.

## زمان انجام تست
این آزمایش بهتر است زمانی انجام شود که زنان در دورهٔ قاعدگی خود نیستند. حداقل ۲۴ ساعت قبل از آزمون، شما نباید کارهای زیر را انجام دهید:
- دوش واژینال گرفتن
- استفاده از داروهای واژینال
- رابطهٔ جنسی
- استفاده از تامپون[۶]

## علائم و موارد تشخیص
بیشتر زنان به این دلیل تحت معاینهٔ کولپوسکوپی قرار می‌گیرند تا پزشک بتواند بیشتر در مورد معاینهٔ سیتولوژی در پاپ اسمیر آنها تحقیق کند. به عبارت دیگر، پزشک به این دلیل کولپوسکوپی را توصیه می‌کند که یک آزمایش پاپ اسمیر یا لگن ناهنجاری‌هایی را نشان دهد. سایر علائم بیمار برای لزوم انجام کولپوسکوپی عبارتند از:
- یک بیماری سرکوب‌کنندهٔ دستگاه ایمنی مانند HIV یا ایدز
- یک بیمار پیوند عضو
- ابتلا به ویروس پاپیلومای انسانی HPV یا زگیل تناسلی
- التهاب دهانهٔ رحم یا سرویکیت
- تغییرات غیرطبیعی در بافت واژن
- تغییرات ظاهری غیرطبیعی در بافت دهانهٔ رحم[۷]
- به عنوان بخشی از یک معاینهٔ پزشکی قانونی تجاوز جنسی

بسیاری از پزشکان تصمیمات ارزیابی و درمان خود را بر اساس گزارش «راهنمای مدیریت ناهنجاری‌های سیتولوژی و پیشکاران سرطان دهانهٔ رحم»، که توسط انجمن آمریکایی کولپوسکوپی و آسیب‌شناسی سرویکس در طی یک کنفرانس در سپتامبر ۲۰۰۱ انجام شد می‌گیرند. بر این اساس، اگر آزمایش‌ها پاپ اسمیر یک بیمار ضایعه‌ای داخل شکمی را نشان دهد، کولپوسکوپی برای افراد نباید انجام شود، چون کولپوسکوپی برای این بیماران تا زمانی که فرد مبتلا به ضایعه قابل مشاهده نیست، عود بیماری را تشخیص نمی‌دهد.

## عوارض
کولپوسکوپی یک روش ایمن است که به ندرت خطری دارد. اما برخی عوارض ناشی از کولپوسکوپی ممکن است شامل موارد زیر باشد:
- خونریزی شدید
- عفونت
- درد لگن[۷]

همچنین کولپوسکوپی با بیوپسی باعث ناباروری یا عقیم شدن نمی‌شود.

## کولپوسکوپ
این وسیله به عنوان یک میکروسکوپ دوقطبی روشن یا مونوکولر عمل می‌کند تا تصویرهایی از سطح گردن رحم، واژن و اندام تناسلی داخلی را افزایش دهد.